# James Lee (roteirista)
James Lee (Nascido James Henderson Lee III em 4 de janeiro de 1923 em Pleasant Ridge, Michigan, e falecido em 2 de julho de 2002 em Santa Monica, Califórnia) foi um roteirista e teatrólogo estadunidense.

## Filmografia
- 1959 – Career ( O Calvário da Glória)
- 1960 – The Adventures of Huckleberry Finn (As Aventuras de Huckleberry Finn)
- 1967 – Banning
- 1967 – Counterpoint (Os Heróis Não se Entregam)
- 1969 – Change of Habit (Ele e as Três Noviças)